# Элизабет Харвест
«Элизабет Харвест» (англ. Elizabeth Harvest) — фантастический триллер 2018 года режиссёра Себастьяна Гутьерреса. Премьера состоялась 10 августа 2018 года в США.

## Сюжет
Элизабет вышла замуж за пожилого учёного Генри, у которого собственный роскошный дом. Супруг ни в чём не ограничивает жену, кроме запрета на посещение его рабочей комнаты в подвале. Однако, после того как Генри уходит на работу, любопытство берёт верх, и Элизабет, войдя в запретную комнату, обнаруживает там клонов самой себя.

## В ролях
| Актёр          | Роль     |
| -------------- | -------- |
| Эбби Ли Кершоу | Элизабет |
| Киаран Хайндс  | Генри    |
| Карла Гуджино  | Клэр     |
| Мэттью Бёрд    | Оливер   |
| Дилан Бейкер   | Логан    |

## Награды и номинации
| Год  | Награда                 | Категория                   | Номинанты           | Результат |
| ---- | ----------------------- | --------------------------- | ------------------- | --------- |
| 2018 | SXSW Film Festival      | Adam Yauch Hörnblowér Award | Себастьян Гутьеррес | Номинация |
| 2018 | Кинофестиваль в Сиджесе | Лучший фантастический фильм | Себастьян Гутьеррес | Номинация |

## Отзывы
Фильм получил смешанные отзывы кинокритиков. На сайте Rotten Tomatoes у картины 50 % положительных рецензий на основе 14 отзывов со средней оценкой 5,5 из 10. На сайте Metacritic — 54 балла из 100 на основе 10 рецензий.